# Ph (диграф)
Ph, ph — диграф, используемый в орфографиях нескольких языков, использующих латинское письмо. В большинстве языков Европы, включая латынь, читается как [f]. В латинском языке используется в словах заимствованных, обычно греческого происхождения.